# هیچکاک (نام خانوادگی)
هیچکاک یک نام خانوادگی است و ممکن است به یکی از موارد زیر اشاره داشته باشد:
- آلفرد هیچکاک
- پاتریشا هیچکاک
- سیلویا هیچکاک
- فینیاس هیچکاک
- کوین هیچکاک
- گیلبرت هیچکاک
- هربرت ئی. هیچکاک